# Acacia botrydion
Acacia botrydion är en ärtväxtart som beskrevs av Bruce R. Maslin. Acacia botrydion ingår i släktet akacior, och familjen ärtväxter. Inga underarter finns listade i Catalogue of Life.